# جایزه بین‌المللی زنان شجاع
جایزهٔ بین‌المللی زنان شجاع جایزه‌ای است که سالانه توسط وزارت امور خارجه ایالات متحده آمریکا به زنانی از سراسر جهان که با نشان دادن رهبری، دلیری، کاردانی، و تمایل برای فداکاری برای دیگران، به‌ویژه در زمینهٔ بهبود حقوق زنان به فعالیت پرداخته‌اند، اهدا می‌شود. این جایزه در سال ۲۰۰۷ میلادی بنیان‌گذارده شده‌است.

## برندگان جایزه بر پایه سال
۲۰۰۷
- Ruth Halperin-Kaddari از اسرائیل[۱]
- چنی ویلیامز از زیمبابوه[۲]
- سیتی مولیا از اندونزی[۲]
- ایلزه جوانالکسنی از لتونی[۲]
- سامیه العمودی از عربستان سعودی[۲]
- ماریا احمد دیدی از مالدیو[۲]
- سوزانا ترای‌مارکو از آرژانتین[۲]
- عزیزه صدیقی از افغانستان[۲]
- سندس عباس از عراق[۲]
- شذی عبد الرزاق عبوسی از عراق[۲]
- ماری اکرمی از افغانستان[۲]

۲۰۰۸
- ثریا پاکزاد از افغانستان[۳]
- وری‌سیلا بوادرمو از فیجی[۳]
- ایمان القبوری از عراق[۳]
- Valdete Idrizi از کوزوو[۳]
- بگوم جان از پاکستان[۳]
- نبال توابته از حکومت خودگردان فلسطین[۳]
- Cynthia Bendlin از پاراگوئه[۳]
- Farhiyo Farah Ibrahim از سومالی[۳]

۲۰۰۹
- معتبر تاجیبایوا از ازبکستان[۴][۵]
- آمبیگا سرینواسان از مالزی[۵]
- واشما فروغ از افغانستان[۵]
- نورما کروز از گواتمالا[۵]
- سعاد اللامی از عراق[۵]
- Hadizatou Mani از نیجر[۵]
- Veronika Marchenko از روسیه[۵]
- ریم النمیری از یمن[۵]

۲۰۱۰
- شکریه اصیل از افغانستان[۶]
- شفیقه قریشی از افغانستان[۶]
- آندرولا هنریکویز از قبرس[۶]
- سونیا پیر از جمهوری دومینیکن[۶]
- شادی صدر از ایران[۶]
- Ann Njogu از کنیا[۶]
- Lee Ae-ran از کره جنوبی[۶]
- Jansila Majeed از سری‌لانکا[۶]
- ماری کلود ناداف از سوریه[۶]
- جستینا مکوکو از زیمبابوه[۶]

۲۰۱۱
- ماریا بشیر از افغانستان[۷]
- Henriette Ekwe Ebongo از کامرون[۷]
- Guo Jianmei از چین[۷]
- ایفا ابو حلاوه از اردن[۷]
- ماریسلا مورالس از مکزیک[۷]
- Ágnes Osztolykán از مجارستان[۷]
- رزا اوتونبایوا از قرقیزستان[۷]
- Ghulam Sughra از پاکستان[۷]
- Yoani Sanchez از کوبا[۷]
- ناستا پالاسانکا از بلاروس[۷]

۲۰۱۲
- انیسه احمد از مالدیو[۸]
- Zin Mar Aung از میانمار[۸]
- سمر بدوی از عربستان سعودی[۸]
- Shad Begum از پاکستان[۸]
- مریم درانی از افغانستان[۸]
- Pricilla de Oliveira Azevedo از برزیل[۸]
- حنا الحبشی از لیبی[۸]
- جنت بدویا لیما از کلمبیا[۸]
- شفق پاوی از ترکیه[۸]
- هوا عبدالله محمد صالح از سودان[۸]
- Gabi Calleja از مالت[۹]

۲۰۱۳
- ملالی بهادری از افغانستان[۱۰][۱۱]
- Tsering Woeser از چین[۱۱]
- جولیتا کاستلانوس از هندوراس[۱۱]
- Nirbhaya "Fearless" از هند[۱۱]
- Josephine Obiajulu Odumakin از نیجریه[۱۱]
- النا میلاشینا از روسیه[۱۱]
- فارتون عدن از سومالی[۱۱]
- رزان زیتونه از سوریه[۱۱]
- Ta Phong Tan از ویتنام[۱۱]

۲۰۱۴
- نسرین اوریاخیل از افغانستان[۱۲]
- Roshika Deo از فیجی[۱۲]
- روسودان گوتسیریزد از گرجستان[۱۲]
- Iris Yassmin Barrios Aguilar از گواتمالا[۱۲]
- لاکسمی آگاروال از هند[۱۲]
- فاطماتا توری از مالی[۱۲]
- Maha Al Muneef از عربستان سعودی[۱۲]
- Oinikhol Bobonazarova از تاجیکستان[۱۲]
- روسلانا از اوکراین[۱۲]
- Beatrice Mtetwa از زیمبابوه[۱۲]

۲۰۱۵
- نیلوفر رحمانی از افغانستان[۱۳]
- نادیا شارمین از بنگلادش[۱۳]
- Rosa Julieta Montaño Salvatierra از بولیوی[۱۳]
- May Sabe Phyu از میانمار[۱۳]
- Emilie Béatrice Epaye از جمهوری آفریقای مرکزی[۱۳]
- Marie Claire Tchecola از گینه[۱۳]
- Sayaka Osakabe از ژاپن[۱۳]
- اربانا شارا از کوزوو[۱۳]
- تبسم عدنان از پاکستان[۱۳]
- مجد عزت الچربجی از سوریه[۱۳]

۲۰۱۶
- سارا حسین از بنگلادش[۱۴]
- Debra Baptist-Estrada از بلیز[۱۵]
- Ni Yulan از چین[۱۶]
- لطیفه ابن زیاتن از فرانسه[۱۶]
- تلما آلدانا از گواتمالا[۱۷]
- نغم نوزات از عراق[۱۶][۱۸]
- نیشا ایوب از مالزی[۱۹]
- فاطمتا امبای از موریتانی[۲۰]
- زانا نمتسوا از روسیه[۱۶]
- Zuzana Števulová از اسلواکی[۲۱]
- عوضیه محمود از سودان[۲۲]
- ویکی نتتما از تانزانیا[۲۰]
- رودیاریگ واتانپانیت از تایلند[۲۳]
- نهال ناجی علی العولقی از یمن[۲۴]

۲۰۱۷
- شارمین آکتر از بنگلادش
- مالبوگو مولفی از بوتسوانا
- ناتالیا پونس د لئون از کلمبیا
- ربکا کابوگو از جمهوری دموکراتیک کنگو
- جنات الغزی از عراق
- آیکاتو عثمان ایساکا از نیجر
- ورونیکا تمر سیموگون از پاپوآ گینه نو
- سیندی آرلت کنترراس باتیستا از پرو
- سندایا اکنلیگودا از سری‌لانکا
- خواهر کارول از سوریه
- سعادت اوزکان از ترکیه
- گوین ناک نو کویین  از ویتنام
- فادیه نجیب ثابت از یمن

۲۰۱۸
- رؤیا سادات از افغانستان
- اورا النا فرفان از گواتمالا
- جولیسا ویلانووا از هندوراس
- عالیه خلف صالح از عراق
- خواهر مارینا النا برینی از ایتالیا
- ایمان عمروفا از قزاقستان
- فریده رشدی از کوزوو
- معلومه سعید از موریتانی
- گودلیو موسکاساراسی از رواندا
- سیریکان چارونسیری از تایلند